# شهرستان فنگشان

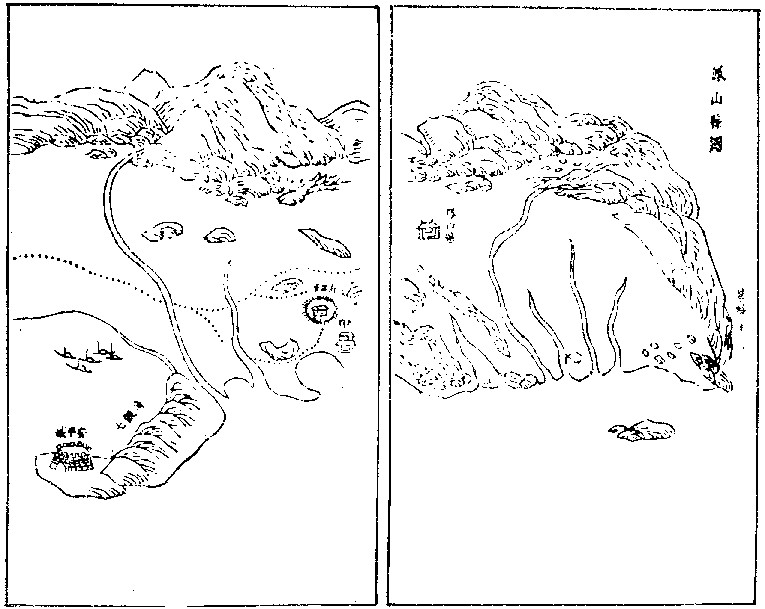
Fengshan County map

فنگشان (به لاتین: Fengshan County) یک شهرستان در جمهوری خلق چین است که در شهر هه‌چی واقع شده‌است.

## خصوصیات
فنگشان ۱٬۷۳۸ کیلومترمربع مساحت و ۲۱۵٬۰۰۰ نفر جمعیت دارد و ۴۸۴ متر بالاتر از سطح دریا واقع شده‌است.